# キャビネット
キャビネット（英語: Cabinetry）は、飾り棚や飾り箪笥またはキッチンや洗面化粧台など収納戸棚（収納ユニット）の総称。

## オフィスキャビネット
オフィスキャビネットには次のような種類がある。
オープン型前面に扉のないキャビネット。書類が取り出しやすいことから使用頻度の高い書類の保管に向いており安価。地震発生時に中身が飛び出てしまう危険性があるなどセキュリティが低いというデメリットがある。
両開扉前面に扉があり両側に開閉可能なキャビネット。書類は整理しやすいが扉を開くためのスペースが必要となる。
引き違い扉前面に両側から横にスライドさせる扉を付けたキャビネット。狭いスペースでも設置できるが、真ん中に近い書類は取り出しにくくなるという欠点もある。
ラテラル型引き出し式のキャビネット。大容量で収納した書類を一度に確認できるが、低い位置に設置する必要があるため上置用には活用できない。
サイドキャビネット個人用のオフィスデスクの下や横に取り付ける引き出し型のキャビネット。

## システムキッチン
システムキッチンにはフロアキャビネットやウォールキャビネットがある。
フロアキャビネットワークトップ（天板）を支えているキャビネットをフロアキャビネットまたはベースキャビネットという。
ウォールキャビネットキッチンの壁や天井に取り付けられている吊り戸棚のことをウォールキャビネットという。

## 洗面化粧台
洗面化粧台にはミラーキャビネットとサイドキャビネットがある。
ミラーキャビネット鏡の裏側に設けた収納をミラーキャビネットという。
サイドキャビネット洗面台本体の横側に設けた収納をサイドキャビネットという。